# Bedford (Iowa)
Bedford ist eine Kleinstadt (mit dem Status „City“) und Verwaltungssitz des Taylor County im US-amerikanischen Bundesstaat Iowa. Im Jahr 2010 hatte Bedford 1440 Einwohner, deren Zahl sich bis 2013 auf 1406 verringerte. Das U.S. Census Bureau hat bei der Volkszählung 2020 eine Einwohnerzahl von 1.508 ermittelt.

## Geografie

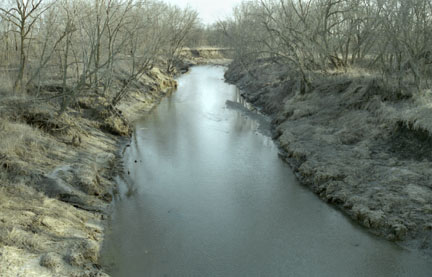
Der East Fork One Hundred and Two River bei Bedford

Bedford liegt im Südwesten Iowas am Westufer des östlichen Quellflusses des One Hundred and Two River, der über den Platte River und den Missouri River zum Stromgebiet des Mississippi gehört. Die Grenze zum benachbarten Bundesstaat Missouri verläuft 11 km südlich. Rund 100 km westlich von Bedford bildet der Missouri River die Grenze Iowas zu Nebraska.
Die geografischen Koordinaten von Bedford sind 40°40′01″ nördlicher Breite und 94°43′17″ westlicher Länge. Das Stadtgebiet erstreckt sich über eine Fläche von 4,17 km² und bildet das Zentrum der Bedford Township.
Nachbarorte von Bedford sind Gravity (11,7 km nördlich), Conway (15,5 km nordöstlich), Maloy (27,7 km östlich), Sheridan in Missouri (25 km südöstlich), Hopkins in Missouri (15,8 km südwestlich) und New Market (20,2 km westnordwestlich).
Die nächstgelegenen größeren Städte sind Iowas Hauptstadt Des Moines (189 km nordöstlich), Columbia in Missouri (392 km südöstlich), St. Joseph in Missouri (110 km südlich), Kansas City in Missouri (192 km in der gleichen Richtung), Nebraskas Hauptstadt Lincoln (189 km westlich) und Nebraskas größte Stadt Omaha (163 km nordwestlich).

## Verkehr
Der Iowa Highway 148 verläuft in Nord-Süd-Richtung als Hauptstraße durch Bedford und kreuzt im Norden des Stadtgebiets den Iowa Highway 2. Alle weiteren Straßen sind untergeordnete Landstraßen, teils unbefestigte Fahrwege sowie innerörtliche Verbindungsstraßen.
Mit dem Bedford Municipal Airport befindet sich 5 km südlich ein kleiner Flugplatz für die Allgemeine Luftfahrt. Die nächsten Verkehrsflughäfen sind das Eppley Airfield von Omaha (168 km nordwestlich) und der Des Moines International Airport (182 km nordöstlich).

## Bevölkerung
Nach der Volkszählung im Jahr 2010 lebten in Bedford 1440 Menschen in 614 Haushalten. Die Bevölkerungsdichte betrug 345,3 Einwohner pro Quadratkilometer. In den 614 Haushalten lebten statistisch je 2,29 Personen.
Ethnisch betrachtet setzte sich die Bevölkerung zusammen aus 97,4 Prozent Weißen, 0,5 Prozent Afroamerikanern, 0,1 Prozent (eine Person) amerikanischen Ureinwohnern, 0,3 Prozent Asiaten sowie 0,8 Prozent aus anderen ethnischen Gruppen; 1,0 Prozent stammten von zwei oder mehr Ethnien ab. Unabhängig von der ethnischen Zugehörigkeit waren 1,3 Prozent der Bevölkerung spanischer oder lateinamerikanischer Abstammung.
24,1 Prozent der Bevölkerung waren unter 18 Jahre alt, 52,7 Prozent waren zwischen 18 und 64 und 23,2 Prozent waren 65 Jahre oder älter. 52,8 Prozent der Bevölkerung waren weiblich.
Das mittlere jährliche Einkommen eines Haushalts lag bei 36.875 USD. Das Pro-Kopf-Einkommen betrug 18.863 USD. 17,5 Prozent der Einwohner lebten unterhalb der Armutsgrenze.

## Bekannte Bewohner
- James Patton Flick (1845–1929) – republikanischer Abgeordneter des US-Repräsentantenhauses (1889–1893) – lebte die meiste Zeit seines Lebens in Bedford und ist hier beigesetzt